# S/2011 J 2
S/2011 J 2 (Jupiter LVI) は、木星の第56衛星。2011年9月27日にハワイ大学のスコット・S・シェパードによって発見され、S/2011 J 2 という仮符号が与えられた。発見にはマゼラン望遠鏡が用いられており、翌2012年1月29日の小惑星センターのサーキュラーで発見が報告された。
S/2011 J 2 は2011年の発見報告以来しばらくの間観測報告が無く、見失われた状態にあった。しかし2017年になってマゼラン望遠鏡およびすばる望遠鏡を用いた観測でシェパードらによって再発見され、同年6月9日に Jupiter LVI という確定番号が与えられた。なお2018年時点では衛星への命名は行われていない。
S/2011 J 2 の軌道傾斜角は 153.597°で、木星の自転とは逆向きに公転する逆行衛星である。パシファエ群に属する衛星だと考えられている